# فینال جام حذفی فوتبال انگلستان ۲۰۱۱

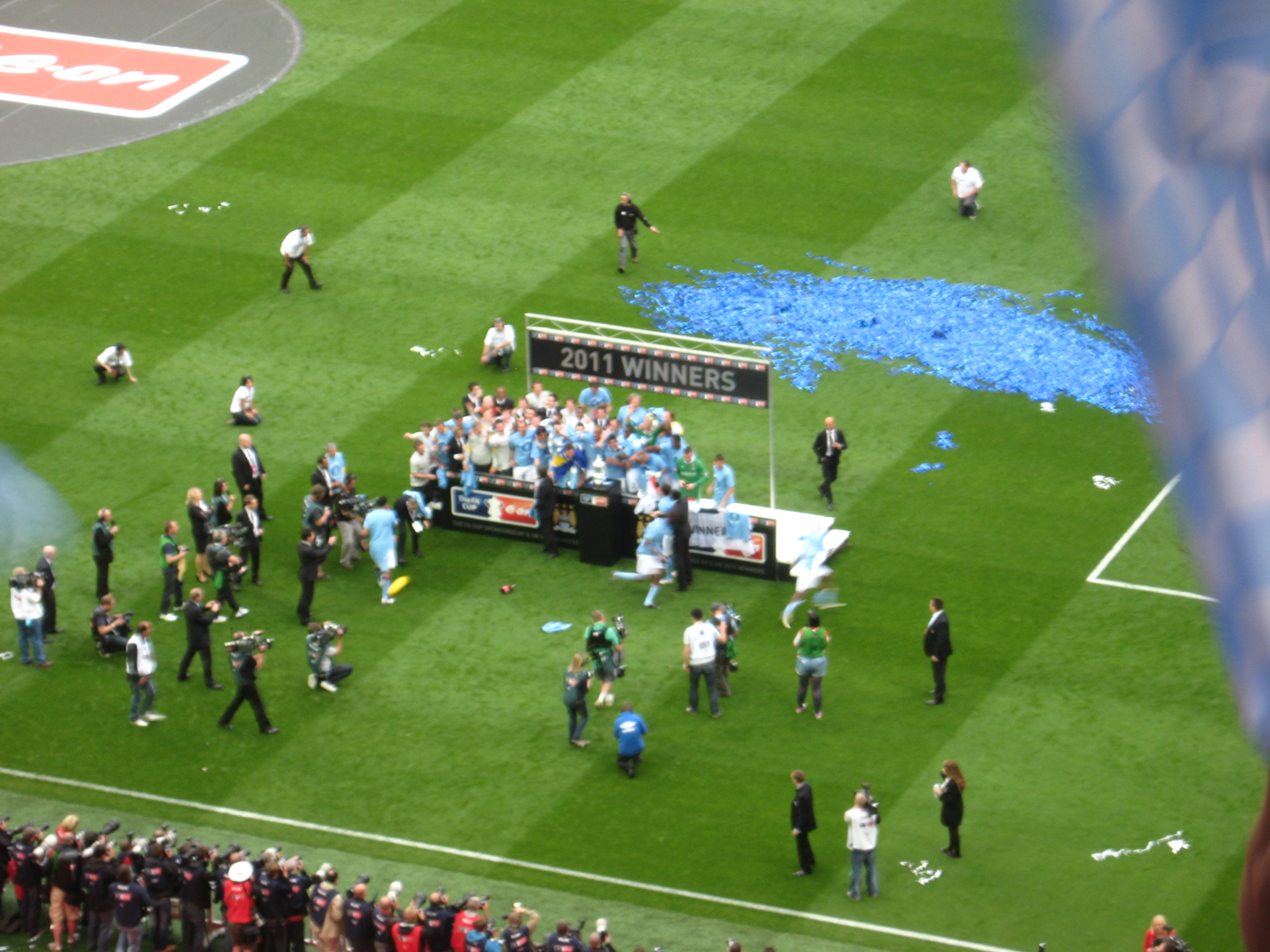
مراسم اهدای جام به برنده بازی فینال

فینال جام حذفی فوتبال انگلستان ۲۰۱۱ رقابت پایانی جام حذفی فوتبال انگلستان در سال ۲۰۱۱ میلادی است که مابین دو تیم منچستر سیتی و استوک سیتی در ورزشگاه ومبلی لندن برگزار شده است.
این مسابقه که در تاریخ ۱۴ مه ۲۰۱۱ انجام شده با نتیجه یک بر صفر به سود تیم منچستر سیتی به پایان رسیده.

## جزئیات مسابقه
| منچستر سیتی   | ۱ – ۰ | استوک سیتی |
| ------------- | ----- | ---------- |
| یحیی توره ۷۴' | گزارش |            |